# Goetheana
Goetheana  (лат.) — род паразитических наездников из семейства эвлофиды (Eulophidae). Встречаются повсеместно в тропиках и субтропиках.

## Описание
Очень мелкие хальцидоидные наездники (длина тела менее 0,8 мм), эндопаразитоиды личинок трипсов семейства Thripidae. Передние крылья очень узкие с длинными щетинками, длина которых превышает максимальную ширину крыловой мембраны. Булава усиков 3-члениковая. Скутеллюм с 1 парой дорзальных щетинок (Entedoninae). Среди хозяев отмечены представители отряда мелких насекомых трипсов (Thysanoptera: Caliothrips insularis, Ceratothripoides claratris, Dinurothrips hookeri, Frankliniella occidentalis, Heliothrips haemorrhoidalis, Hercinothrips femoralis, Hercothrips insularis, Pseudodendrothrips mori, Selenothrips rubrocinctus и другие) и растения из семейств Тыквенные (например, огурец обыкновенный), Бобовые (арахис культурный), Лавровые (авокадо), Паслёновые (томат), Мальвовые (какао). Вид Goetheana pushkini найден на трипсах Pseudodendrothrips mori (на растениях из семейства Тутовые), а вид Goetheana rabelaisi Triapitsyn, 2005 на трипсах Anophothrips exocarpi (на растениях из семейства Santalaceae). Goetheana включён в монофилетическую группу родов Ceranisus, Thripobius и Entedonastichus, отличаясь от них расширенной формой скапуса усика самцов.
Род был впервые выделен в 1920 году американским энтомологом Александром Жироу (1884—1941) и назван в честь Гёте на основании открытого им типового вида Goetheana shakespearei Girault, 1920, первоначально включённого в состав семейства Mymaridae.

### Классификация
Род включает 4 вида:
- Goetheana incerta Annecke, 1962 — Южная Африка, Свазиленд
- Goetheana pushkini Trjapitsyn, 2005 — Южная Корея, Япония[4]
- Goetheana rabelaisi Trjapitsyn, 2005 — Австралия[4]
- Goetheana shakespearei Girault, 1920 — Австралия, Африка, Северная, Центральная и Южная Америка, Восточная, Южная и Юго-Восточная Азия[4][5][6][7]